# Prosarthria teretrirostris
Prosarthria teretrirostris är en insektsart som beskrevs av Brunner von Wattenwyl 1890. Prosarthria teretrirostris ingår i släktet Prosarthria och familjen Proscopiidae. Inga underarter finns listade i Catalogue of Life.